# Enterro na Rede
Enterro na Rede é uma pintura de Candido Portinari, do ano de 1944. Pertence ao acervo do Museu de Arte de São Paulo (MASP) e faz parte da série Retirantes.